# 小樽塩谷インターチェンジ
小樽塩谷インターチェンジ（おたるしおやインターチェンジ）は、北海道小樽市塩谷にある後志自動車道のインターチェンジである。

## 歴史
- 2013年（平成25年）度：当ICに接続する北海道道1173号小樽西インター線（当時の名称）が2016年度（平成28年度）の完成を目標に着工[1]。
- 2018年（平成30年）12月8日：余市IC - 小樽JCT間開通に伴い、供用開始[2][3]。

## 周辺
- 塩谷駅（JR北海道・函館本線）
- 天狗山
  - 小樽天狗山ロープウェイ
  - 小樽天狗山スキー場

## 接続する道路
- 直接接続
  - 北海道道1173号小樽塩谷インター線
- 間接接続
  - 北海道道956号小樽環状線（道道1173号経由）

## 料金所
- ブース数：4

### 入口
- ブース数：2
  - ETC専用：1
  - ETC/一般：1

### 出口
- ブース数：2
  - ETC専用：1
  - ETC/一般：1

## 隣
E5A 後志自動車道
(9) 小樽JCT - (12) 小樽塩谷IC - (13) 余市IC